# Chitō-ryū
Chitō-ryū (jap. 千唐流) - styl karate stworzony w 1946 przez Tsuyoshi Chitose (jap. 千歳 强直 Chitose Tsuyoshi; ur. 1898, zm. 1984).
Chitō-ryū klasyfikuje się jako styl japoński, ponieważ Chitose sformułował i stworzył go, kiedy żył w Kumamoto, w Japonii. Jednakże, niektórzy współcześni ćwiczący sądzą, że lepiej jest uważać ten styl za karate okinawskie, ponieważ techniki bazują na korzeniach okinawskiego Tōde lub Tō-te (唐手). Fakt ten został potwierdzony w momencie, gdy twórca stylu, Tsuyoshi Chitose, otrzymał w 1958 stopień 10. dan (jūdan), a następnie w 1968 rangę hanshi od organizacji Zen-Okinawa Karate Kobu-dō Rengōkai (All Okinawa Union of Karate-do and Kobu-do).

## Znaczenie nazwy
Znaki składające się na nazwę stylu to: chi (千) - 1 000 (jednocześnie jest to znak w nazwisku Chitose, które w całości można tłumaczyć jako 1 000 lat, długi czas); tō (唐) - Chiny, dynastia Tang; ryū (流) - styl, szkoła. Można znaleźć tłumaczenia nazwy tego stylu jako „tysiącletni styl chiński”. Mamy więc do czynienia z występującą w takich wypadkach grą wieloznaczeniowych słów. Słowo ō-sensei znaczy czcigodny mistrz.